# Dobovec
Dobovec – wieś w Słowenii, w gminie Trbovlje. W 2018 roku liczyła 181 mieszkańców.